# حمل العمل الآمن

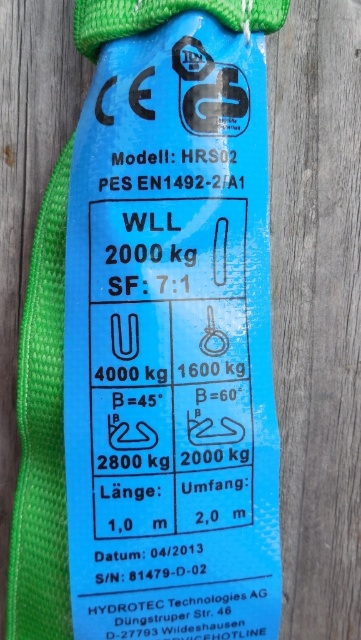

حمل العمل الآمن Safe Working Load(SWL) أو حمل العمل العادي Normal Working Load (NWL) هو الكتلة أو القوة التي يمكن لقطعة من معدات الرفع، إستخدامها بأمان لرفع الكتلة أو تعليقها أو خفضها دون خوف من كسرها. عادة ما يتم وضع قيمة الحمل على المعدات من قبل الشركة المصنعة وغالباً ما تكون 1/5 الحد الأدنى لقوة الكسر Minimum Breaking Load (MBS) ويمكن أن تكون كذلك في قيمة كسور أخرى مثل 1/4 و 1/6 و 1/10.
على سبيل المثال ، إذا كانت معدة ذات حد أدنى لقوة الكسر يبلغ 1000 طن ومعامل أمان 5 ، فسيكون حمل العمل الآمن 200 كجم. 1000/5=200.

## اعتبارات الأمان
- تم تصميم جميع الروافع لتحمل بشكل مريح ما يعرف باسم حمل العمل الآمن. ويستثني من هذا الملحقات مثل الكلاّبات وعوارض الرفع ، لذا يجب إضافة وزنها إلى وزن أي حمل يتم حمله.
- لن يتم تطبيق حد حمل العمل إذا تمت أعمال لحام أو تعديلات.
- إصطدام أو تأرجح الحمل يمكن أن يؤدي إلى ازدياد حمل العمل، لأن حمولة الصدمة أكبر بشكل عام من الحمل الساكن.[3]

## إنظر أيضا
- سلامة موقع البناء
- رافعة (آلة)